# تونل کندوان
تونل کندوان یا تونل شماره ۱۱ جاده چالوس تونلی در جاده چالوس (جاده ۵۹) واقع در دهستان کلارستاق است که شهرستان کرج را به شهرستان چالوس و شهرستان کلاردشت وصل می‌کند. این تونل در ارتفاعات ۲۷۰۰ متری کندوان و در فاصله ۹۰ کیلومتری جنوب چالوس، به طول۱۸۸۳٫۸ متر و ۵/۵ متر عرض و ۶ متر ارتفاع حفر شده است.

## پیشینه
ساخت تونل کندوان در اردیبهشت سال ۱۳۱۴ شمسی آغاز شد و پس از گذشت سه سال در ۲۷ اردیبهشت ۱۳۱۷ (هفدهم مه ۱۹۳۸) به بهره‌برداری رسید. این تونل در ۲۷ اردیبهشت ۱۳۱۷ از سوی رضا شاه، و در دوران وزارت مجید آهی وزیر راه وقت گشایش یافت. پیش از ساخت این تونل، راه میان کرج و چالوس پنج ماه از سال غیرقابل تردد بود. کار ساخت این تونل با ادوات و ابزار آن سالها، تنها سه سال به درازا کشید. مؤسسه مطالعات تاریخ معاصر در گزارشی می‌نویسد ابوالحسن عمیدی نوری گفته است «گویا دو شرکت دانمارکی یا سوئدی بودند که قرارداد ساختمان آن را داشتند». هزینه ساخت تونل در زمان افتتاح آن ۲۴۸۵۳۴۰۰ریال اعلام شد.

## نحوه ساخت تونل
ساخت تونل کندوان با امکانات و تجهیزات محدود آن زمان و سردی هوا و کم بودن زمان کاری در آن ناحیه سردسیر کار سخت و دشواری بوده است. مؤسسه مطالعات تاریخ معاصر در گزارش خود پیرامون ساخت این جاده آورده است:"با همه اینها واقعاً انجام این کار با امکانات آن زمان و سردی هوا و کم بودن زمان کاری این ناحیه سردسیر کاری بس بزرگ به دست کارگران ایرانی انجام شده است آن هم در زمان محدود سه سال؛ حال شما این را مقایسه کنید با حدود یک دهه زمان جهت دو بانده کردن همین تونل کنده شده در سالهای اخیر آن هم با امکانات دوره حاضر.
با این همه جاده‌ای که برای رفت و آمد، هشتاد سال پیش طراحی و ساخته شده هنوز در سن پیری خود جوابگوی میلیون‌ها خودرو در سال است و میلیاردها ساعت زمان مردم در ترافیک این جاده به هدر می‌رود و تا کی اتوبان شمال به سرانجامی برسد!"
رئیس انجمن تونل ایران در مصاحبه با اقتصاد آنلاین در خصوص چگونگی ساخت تونل کندوان می‌گوید: «در تاریخ بیستم اردیبهشت ۱۳۱۴ اولین دینامیت، برای حفر قسمت ابتدایی تونل به کار گرفته شد و پس از آن کارگران با کلنگ و تیشه عملیات حفاری را ادامه دادند. گفته می‌شود که کارگران برای کندن کوه که با تجهیزات محدود آن زمان بسیار دشوار بوده با یک سکه پنج ریالی، که در آن زمان ارزشمند بود، تشویق می‌شدند و حتی گفته می‌شود که به ازای هر کلنگ پول پرداخت می‌شده است. سنگ، سیمان و ابزار آلات به مدت سه سال به وسیله کامیون و چهارپایان تا محل کار آورده می‌شد.»

## عملیات تعریض
تونل کندوان در ابتدا یک بانده بود. گفتنی است که عملیات تعریضی که از سال ۱۳۷۴ بر روی تونل آغاز شد، با وجود امکانات و ماشین آلات مدرن امروز بیش از هفت سال به طول انجامید؛ و هزینه‌ای هفت برابر رقم پیش‌بینی شده و دستمایه طنزپردازان سیاسی نیز گردید.

## نگارخانه

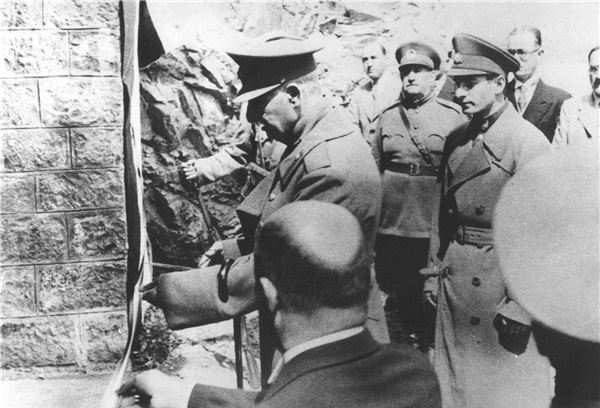
بازدید از تونل کندوان توسط رضا شاه
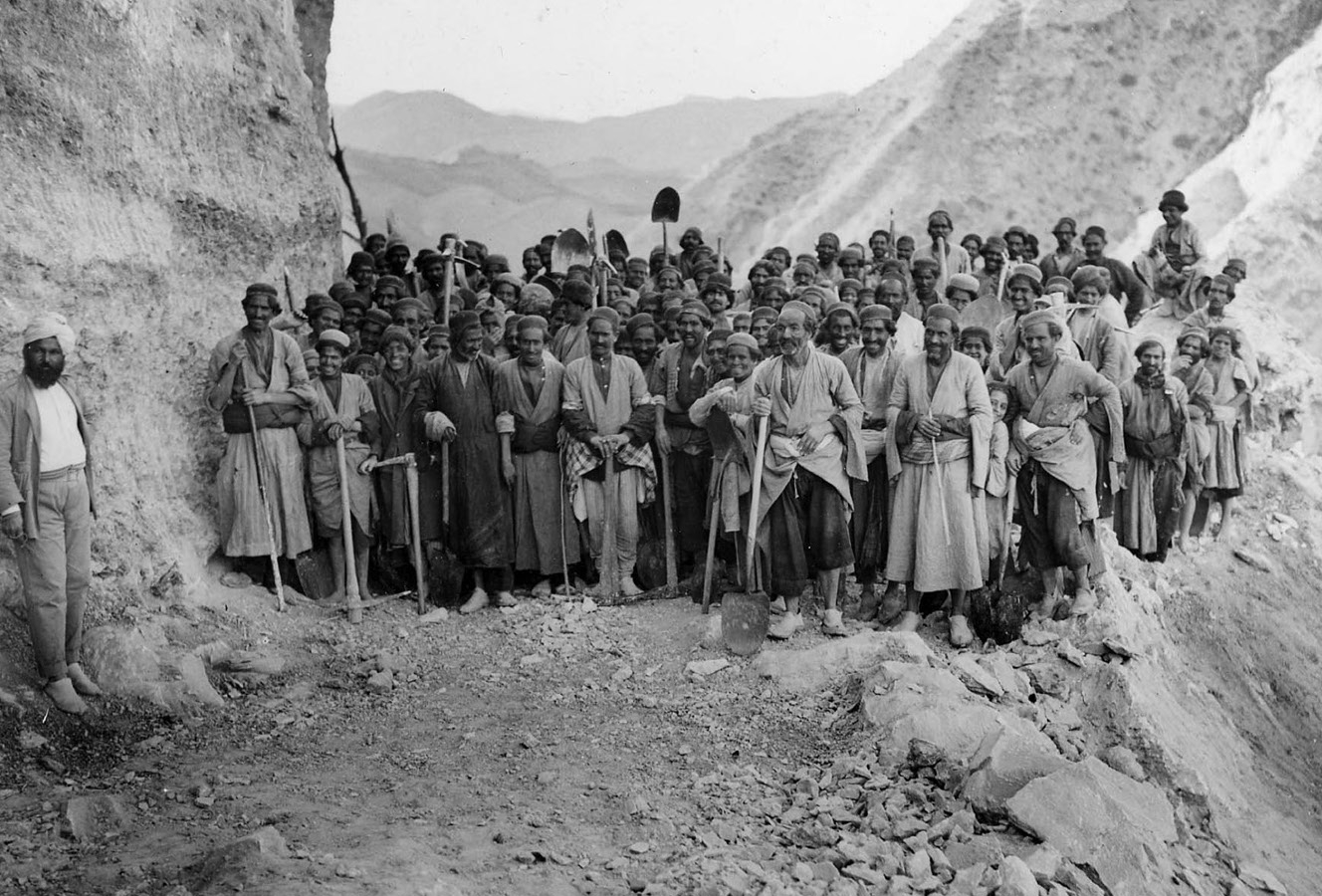
کارگران تونل کندوان
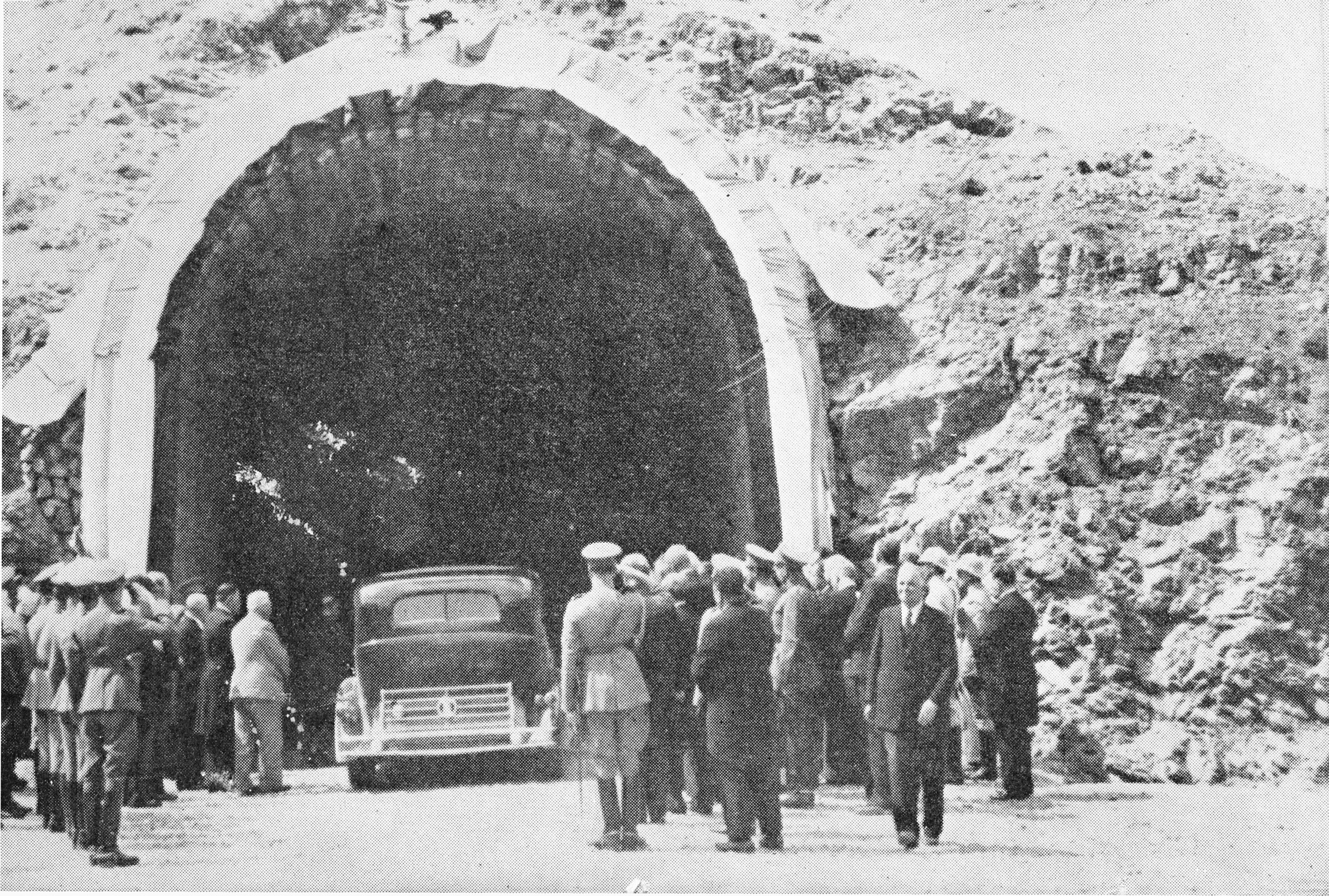
افتتاح تونل کندوان
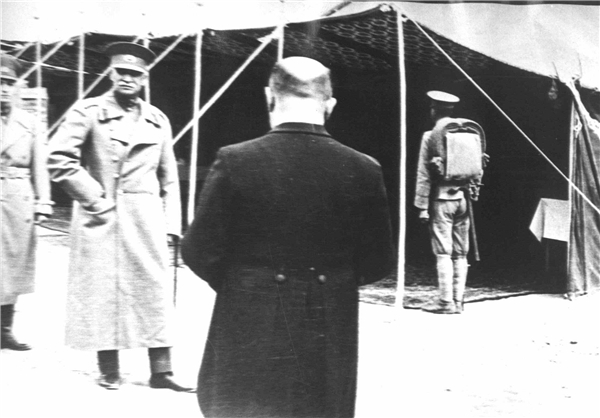
مجید آهی وزی‍ر راه در حال گ‍زارش به رضا شاه
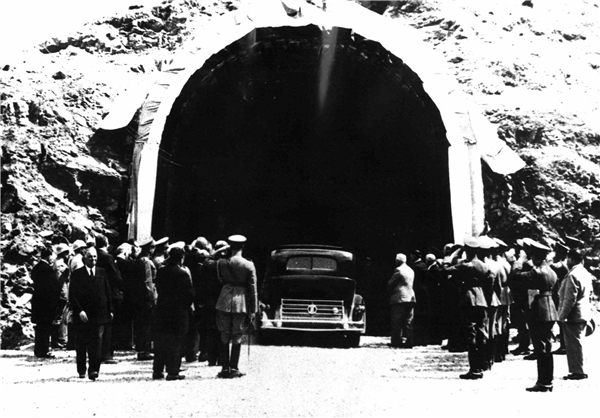
افتتاح تونل کندوان ۱۳۱۷
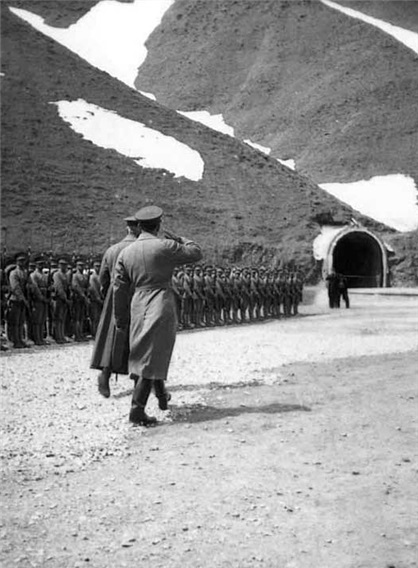
افتتاح تونل کندوان ۱۳۱۷